# Chinami Tokunaga
Chinami Tokunaga (jap. 徳永千奈美 Tokunaga Chinami; ur. 22 maja 1992 w Kawasaki) – japońska piosenkarka j-pop. Jej kariera rozpoczęła się w roku 2002, kiedy przeszła do audycji Hello! Project Kids wraz z innymi dziećmi. Od tego czasu uczestniczy w tej grupie, tworząc z innymi członkiniami zespół Berryz Koubou.

## Zespoły
- Berryz Koubou - od 2004
- Hello! Project Kids
- H.P. All Stars

## Filmografia
- 2002 – Koinu Dan no Monogatari (jap. 仔犬ダンの物語)
- 2004 – Promise Land ~Clovers no Daibouken~ (jap. Promise Land ～クローバーズの大冒険〜)

## Radio
- Berryz Koubou Kiritsu! Rei! Chakuseki! (jap. Berryz工房 起立! 礼! 着席!) - od 2004.03.30 do 2009.03.31, Bunka Housou
- Berryz Koubou Beritsuu! (jap. Berryz工房 べりつぅ!) - od 2009.04.10, Podcast QR

## Internet
- 12th Hello Pro Video Chat (jap. 第12回ハロプロビデオチャット Dai juuni kai haro puro bideo chatto) - 2005.06.03, Hello! Project on Flet's